# Bill Szymczyk
Bill Szymczyk, właśc. William Frank Szymczyk (ur. 13 lutego 1943 w Muskegon) – amerykański producent muzyczny i inżynier dźwięku polskiego pochodzenia. Znany głównie ze współpracy z country rockową grupą The Eagles. Przy jego udziale w drugiej połowie lat 70. ubiegłego stulecia powstały najlepsze albumy i single zespołu z tego okresu. Współpracował również m.in. z Joe Walshem (ex- The Eagles), B.B. Kingiem, J. Geils Band, Wishbone Ash, REO Speedwagon.
Uczestniczył również w produkcji albumu Against the Wind, dwukrotnie nagradzanego nagrodą Grammy za rok 1980 i królującego przez długi czas na amerykańskiej liście Billboard 200 zespołu Bob Seger and the Silver Bullet Band.
Wycofał się z branży w 1990. Powrócił do niej płytą Eagelsów Long Road Out of Eden w 2007. W odróżnieniu od innych producentów muzycznych nie ma wykształcenia muzycznego. Pierwotnie był operatorem sonaru w amerykańskiej US Navy.

## Dyskografia

### The Eagles
- 1974 On the Border
- 1975 One of These Nights
- 1976 Hotel California
- 1979 The Long Run
- 1980 Eagles Live
- 2007 Long Road out of Eden

### B.B. King
- 1969 Live & Well
- 1969 Completely Well
- 1970 Indianola Mississippi Seeds
- 1971 Live in Cook County Jail

### Inne
- 1974 Wishbone Ash – There’s the Rub
- 1974 Johnny Winter – Saints & Sinners (jako inżynier dźwięku )
- 1975 REO Speedwagon – This Time We Mean It (jako producent wykonawczy)
- 1980 Bob Seger & The Silver Bullet Band – Against the Wind
- 1981 The Who – Face Dances
- 1982 Carlos Santana – Shangó